# Madog ap Maredudd
Madog ap Maredudd († 1160) war ein König des walisischen Fürstentums Powys.

## Leben
Er war der zweite Sohn von Maredudd ap Bleddyn und dessen Frau Hunydd. Nach dem Tod seines älteren Bruders Gruffydd 1128 wurde er Erbe seines Vaters, der 1132 starb. Während der Anarchy unter König Stephan konnte er die englische Oberherrschaft über Powys abschütteln und an die Anglonormannen verlorene Gebiete zurückerobern. In der Schlacht von Lincoln gehörten er und seine Krieger neben Cadwaladr ap Gruffydd von Gwynedd und Morgan ab Owain von Caerleon zu dem „fürchterlichen walisischen Mob“, der Ranulph, Earl of Chester unterstützte. 1149 eroberte er sogar Oswestry in Shropshire, das er bis 1157 halten konnte. Seinen Neffen Owain, einen Sohn seines Bruders Gruffydd erhob er im gleichen Jahr zum Unterherrscher von Cyfeiliog. Besonders zwischen 1149 und 1157 musste er sein Reich gegen die Angriffe von Owain Gwynedd verteidigen, der die Burg Tomen-y-Rhodwydd am südlichen Ende des Tals des Clwyd errichtete. Zur Abwehr gegen Gwynedd verbündete sich Madog 1150 wieder mit Ranulph of Chester. Dennoch wurde er in der Schlacht am Coleshill bei Flint von Owain geschlagen und verlor die Herrschaft über das Cantref Iâl. Madog setzte seine englandfreundliche Politik auch während des Feldzugs des englischen Königs Heinrich II. fort und unterstützte nicht das von Owain Gwynedd initiierte Bündnis der walisischen Fürsten. Madog blieb in dem Konflikt neutral, nutzte aber die Gelegenheit, um durch seinen Bruder Iorwerth Goch die Burg Tomen-y-Rhodwydd und damit die Herrschaft über Iâl zurückzuerobern. Er starb 1160 und wurde in der Kirche St. Tysilio in Meifod begraben.

## Familie und Nachkommen
Er war mit Susanna, der Tochter von Gruffydd ap Cynan, einer Schwester Owain Gwynedds verheiratet. Er hatte mit ihr und mit mehreren Geliebten zahlreiche Kinder, darunter
- Llywelyn († 1160)
- Gruffydd Maelor I († 1191)
- Owain Fychan († 1187)
- Owain Brogyntyn
- Marred (oder Marared) ⚭ Iorwerth Drwyndwn, Vater von Llywelyn ap Iorwerth
- Gwenllian ⚭ Lord Rhys

Nach seinem Tod und dem Tod seines als Haupterben vorgesehenen Sohn Llywelyn 1160 wurde Powys aufgeteilt und nie wieder in der Hand eines walisischen Herrschers vereinigt. Der südliche Teil von Powys wurde unter Madogs Neffen Owain ein eigenständiges Fürstentum, das später nach Owains Sohn Gwenwynwyn Powys Wenwynwyn genannt wurde. Der nördliche Teil wurde unter Madogs Söhnen aufgeteilt. Zur Unterscheidung von Powys Wenwynwyn wurde es nach Madogs Enkel Madog ap Gruffydd Maelor Powys Fadog genannt.